# 道德风险
在經濟學中，道德風險（英語：Moral Hazard）是一個特定狀況，當一個經濟參與者不用負擔產生風險（risk）的全部成本時，將會造成誘因，使他主動增加曝露在風險的程度。
比如说，当某人获得某保险公司的保险，由于此时某人行为的成本由那个保险公司部分或全部承担。此时保险公司面临着道德风险。如果此人违约造成了损失，他自己并不承担全部责任，而保险公司往往需要承担大部分后果。此时某人缺少不违约的激励，所以只能靠他的道德自律。他随时可以改变行为造成保险公司的损失，而保险公司要承担损失的风险。

## 在保險方面
在保險市場，道德風險發生在，當被保險人行為某種程度的改變，導致保險公司的費用提高，因為被保險人不用再負擔行為的所有費用，也由於被保險人不用再承擔醫療服務的費用，被保險人就有要求更加高價和更詳盡的醫療服務的激勵，但那些卻並非是必要的服務。被保險人多消費的誘因，僅僅因為他們不用再承擔醫療服務的全部費用。
被保險人行為的改變有2種類型。第一種為危險的行為本身導致的稱為事前道德風險（ex-ante moral hazard）。在這種類型，被保險人會以危險的態度來行動，而導致保險公司必需支付更多的負面結果。例如：在購買汽車的保險後，有些人可能就不會鎖上汽车或選擇駕駛更多，因此增加車子被偷或發生車禍的危險性。在購買火險後，有些人可能會較少關注防火措施，有可能在床上抽菸，或忘了替換火警的電池。即有了醫療保險後，消費者對疾病發生的預防誘因會降低，進而提高罹病的機率。
第二種行為改變的類型為一旦提供保險來承擔他們的費用，對風險結果的負面反應，這被稱為事後道德風險（ex-post moral hazard）。在這種類型被保險人不用危險的態度來導致更多負面的結果，但當保險範圍增加時，他們要求保險公司支付更多。例如：沒有健康保險，有些人可能由於費用太高或生的病不嚴重而放棄醫藥治療。但是健康保險變得可利用後，有些人可能要求保險提供人支付沒必要發生的醫藥治療費用，即在有醫療保險的情況下，消費者就醫時所面對的價格降低了，因此消費者的醫療需求會增加。
有些時候道德風險是如此的劇烈，使保險策略都沒有用。共同保險（coinsurance）、共同負擔（co-payment）和自負額（deductible）為減少道德風險危險性的方式。共同保險、共同負擔和自負額用增加消費者不在預算的消費，以減少被保險人消費的動機，因此被保險人就有一財務上的因素來避免多消費。

## 名詞歷史
根據Dembe 和 Boden的研究，這個詞最早追溯到17世紀，而在19世紀末期時則被英國保險公司廣泛使用。早期道德風險有負面的含意，暗指詐欺罪或不道德的行為（通常指被保險人團體），然而Dembe 和 Boden指出，在18世紀的著名數學家使用「moral」意味「subjective」，也許模糊了真實道德的意義。
道德風險的概念在1960年代被經濟學家更新，在那時道德風險不暗指不道德的行為或詐欺罪，反而經濟學者使用道德風險來描述當風險被取代時的無效率，而不是團體的道德。